# 孔德新镇
孔德新镇，是西班牙卡斯蒂利亚-莱昂萨拉曼卡省的一个市镇。 总面积13平方公里，总人口248人（2001年），人口密度19人/平方公里。